# Mala fe (dret)
La mala fe és la convicció que té una persona d'haver adquirit el domini, possessió, mera tinença o avantatge sobre una cosa o un dret de manera il·lícita, fraudulenta, clandestina o violenta. La mala fe és transmissible, de manera que no només estarà de mala fe qui efectivament hagi exercit la violència, frau o clandestinitat, sinó també a qui va ser traspassat el dret d'algú que l'hagi exercit o la va adquirir així.
La mala fe s'oposa a la bona fe, que és la convicció d'adquirir un dret per mitjans legítims, exempts de frau i de qualsevol altre vici.

## Mala fe i dol
La mala fe posseeix elements similars al dol, com a presumpcions legals a partir del coneixement subjectiu d'una conducta il·lícita, encara que tenen clares diferències. La mala fe és un estat psicològic l'existència del qual no importa el desplegament d'una conducta; el dol, en canvi, exigeix necessàriament un comportament danyós, sigui per mitjà d'una conducta positiva (acció) o negativa (omissió). La mala fe només té per objecte el profit propi, de manera que l'agent només se satisfà a nivell intern; el dol busca el profit en un ésser extern, perquè se satisfà quan un altre subjecte és el que pateix un perjudici. La mala fe pot adoptar múltiples formes de càstig, com la inversió de la càrrega de la prova, pèrdua del benefici d'inventari o de fruits, no-aplicabilitat de renúncies, pagament d'interessos, remoció de guardes, etc.., el dol, en matèria civil, només admet com a càstig la indemnització de perjudicis.

## Efectes
Un dels efectes més importants de la mala fe, a més de la sanció específica que en cada cas la norma s'encarrega d'establir, és el principi segons el qual ningú no pot aprofitar-se del seu propi dol o mala fe, de manera que, en un judici, ningú anant de mala fe, pot invocar aquesta condició, com acció o excepció per obtenir-ne un benefici.